# Rosa Rettich-Helmling
Der Rosa Rettich-Helmling  (Mycena rosea, Syn.: Mycena pura var. rosea) ist eine bioluminiszente Pilzart aus der Familie der Helmlingsverwandten.

## Merkmale

### Makroskopische Merkmale
Der Hut ist zunächst kegelig, später gewölbt bis ausgebreitet und gebuckelt. Er ist rosa bis rosarötlich gefärbt. Manchmal besitzt er einen cremefarbenen bis blass ockerlichen Scheitel. Der Rand ist meist heller gefärbt und durchscheinend gerieft. Die Oberfläche ist glatt und oft wellig und hygrophan. Die Lamellen sind anfangs weißlich, später mit rosa Ton und am Stiel ausgebuchtet angewachsen. Sie sind breit und mit kürzeren Zwischenlamellen untermischt. Sie sind am Grund mit Queradern verbunden und besitzen eine glatte Schneide.
Der Stiel erreicht eine Länge von fünf bis acht Zentimetern und eine Breite zwischen drei und acht Millimetern. Er ist zylindrisch geformt und an der Spitze verjüngt. Sein Inneres ist zunächst vollfleischig, im Alter wird er hohl. Er ist weiß, manchmal rosa getönt. An der Basis befindet sich ein weißer, striegeliger Filz. Das Fleisch ist dünn, weich und weißlich gefärbt. Es riecht und schmeckt rettichartig.

### Mikroskopische Merkmale
Die Sporen sind hyalin und messen 6,5–7,5 × 4–5 Mikrometer. Sie sind breitelliptisch geformt, ihre Oberfläche ist glatt und sie besitzen einen Tropfen. Die Sporen reagieren amyloid.

## Artabgrenzung
Der Rosa Rettich-Helmling besitzt einige nah verwandte ähnliche Arten. Bekannter ist der Gemeine Rettich-Helmling (Mycena pura). Der Rosa Rettich-Helmling wurde früher als eine Varietät dieser Art angesehen. Er ist meist etwas kleiner, besitzt einen flacheren, weniger kegeligen Hut und eine konzentrische Vertiefung. Außerdem ist er weniger rosa, eher violettlich gefärbt. Ebenfalls ähnlich ist der Schwarzgezähnelte Rettich-Helmling (Mycena pelianthina) mit dunklen Lamellenschneiden. Verwechslungsmöglichkeit besteht auch mit dem seltenen Fleischfarbenen Helmling (Mycena pearsoniana), der stark bogig herablaufende Lamellen und inamyloide Sporen besitzt.

## Ökologie
Der Rosa Rettich-Helmling ist ein typischer Vertreter in mesophilen und kalkhaltigen Rotbuchen- und buchenreichen Bergmischwäldern. Er kann aber auch in weiteren Gesellschaften mit Rotbuchen vorkommen. Vereinzelt ist die Art in verschiedenen Pflanzungen zu finden.

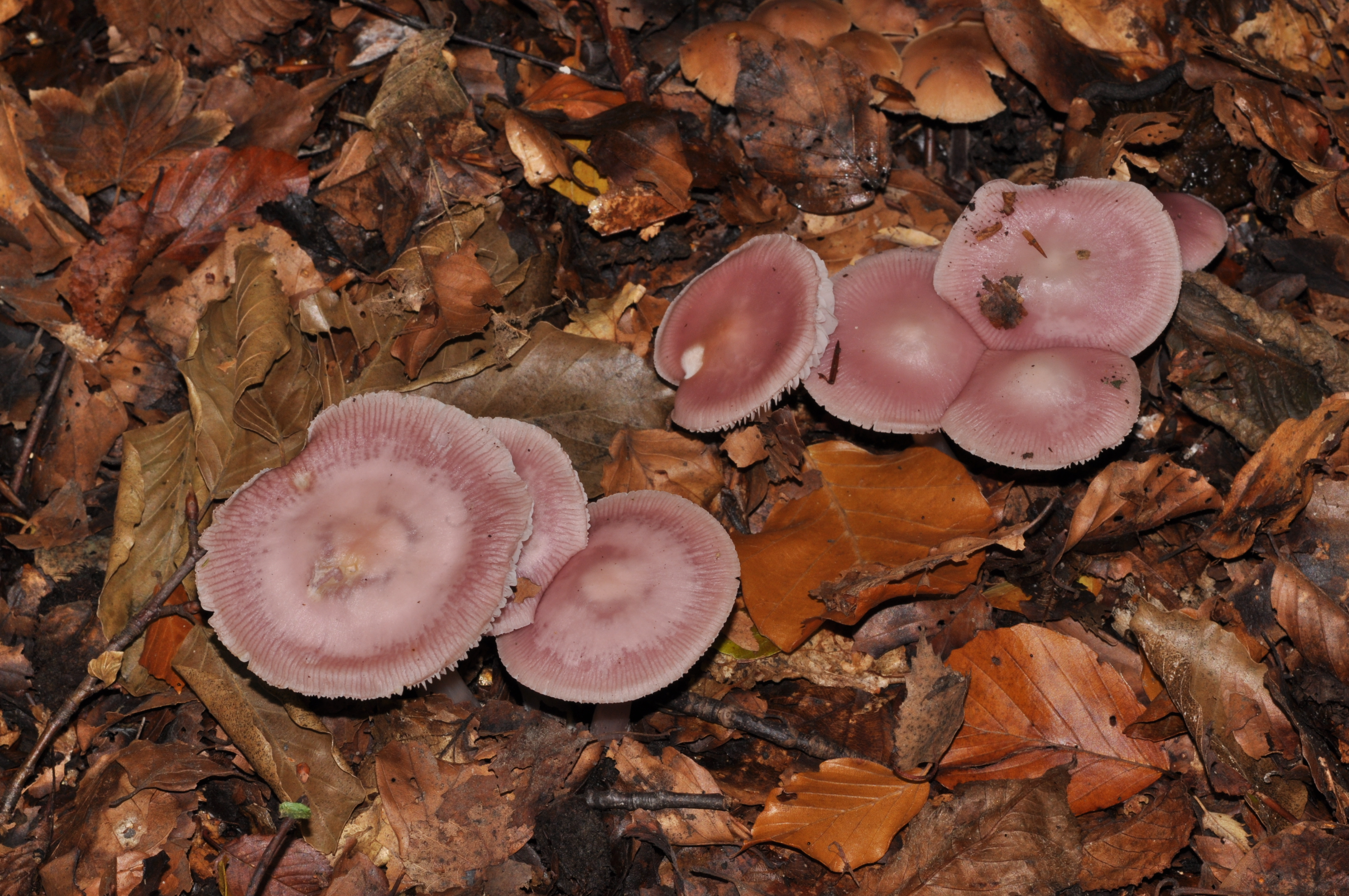
Gruppe von Fruchtkörpern des Rosa Rettich-Helmlings im Falllaub

Der Pilz bildet eine Ektomykorrhiza mit Laubbäumen, insbesondere Rotbuchen. Vereinzelt wird er auch zusammen mit Nadelbäumen berichtet. Die Fruchtkörper werden zwischen September und Anfang November gebildet und stehen meist in kleinen Gruppen im Falllaub. Manchmal erscheinen sie jedoch bereits im Frühsommer oder im Dezember.

## Toxikologie
Die Rettich-Helmlinge enthalten vermutlich alle das Gift Muscarin und dürfen daher nicht verzehrt werden. Der Rosa Rettich-Helmling ist der giftigste unter den Rettich-Helmlingen. Nach neueren Untersuchungen ist allerdings nicht gesichert, dass es sich bei dem Giftstoff tatsächlich um Muscarin handelt, da es in M. rosea mit modernen und hochempfindlichen massenspektroskopischen Methoden nicht nachgewiesen werden konnte. Die rote Farbe der Fruchtkörper ist auf das Pyrrolochinolinalkaloid Mycenarubin A zurückzuführen. Ähnliche Pyrrolochinolinalkaloide, von denen einige antitumoraktiv wirken, sind aus marinen Organismen bekannt.

## Verbreitung
Der Rosa Rettich-Helmling ist in Europa und im Kaukasus verbreitet. Das Gebiet reicht von Frankreich bis nach Rumänien und in die Ukraine sowie südwärts bis Spanien und die Balearen, Italien, Bulgarien und bis Dänemark, Südschweden, Finnland und Estland im Norden. In Deutschland ist der Pilz in den Kalkgebieten der kollinen bis montanen Lagen zu finden. Somit ist er nicht überall gleichmäßig verteilt und deutlich lückenhafter verbreitet als der Gemeine Rettich-Helmling (Mycena pura).

## Belege